# Hoodie
Hoodie è una serie televisiva di Ketnet, prodotta da Hotel Hungaria, tra il 2020 e il 2022. La serie, è andata in onda, a partire dal 2 marzo 2020 fino al 2 giugno 2022, sulla rete televisiva Ketnet. In Italia, la serie, viene messa in onda a partire dal 14 settembre 2022.

## Trama
Hoodie è una storia di supereroi incentrata su un ragazzo perfettamente normale, di nome Pieter, con un talento eccezionale per il parkour e un grande cuore che si batte contro ogni ingiustizia. Pieter si allena al parkour con il migliore atleta del paese, ma di nascosto da sua madre che non approverebbe mai. Dall'assistere a un furto è sconfiggere il criminale, nasce così Hoodie, e tre giovani vicini si uniranno a lui per formare una squadra di intrepidi supereroi che si battono in difesa della giustizia nel loro quartiere e della città.

## Stagioni
Le stagioni, vengono trasmesse annualmente su VRT, a partire dal 2 marzo 2020 fino al 2 giugno 2022. In Italia, viene trasmesso sui canali Rai a partire dal 14 settembre 2022 fino al 19 ottobre 2022. In seguito, a partire da settembre 2023 la serie viene pubblicata su Amazon Prime.

### Prima stagione
Hoodie è la storia di un supereroe su un ragazzo perfettamente normale, con un talento eccezionale per il parkour e passione per la giustizia. È un eroe moderno che combatte l'ingiustizia con i suoi amici. Pieter sembra piuttosto normale e "sportivo" non è proprio una parola che si potrebbe usare per descriverlo. Tuttavia, ormai da due anni, pratica il parkour con Soufian, il miglior tracciante di Bruxelles. E lo ha fatto in segreto, poiché sua madre non lo avrebbe mai approvato. È un agente di polizia e camminare sul tetto di qualcun altro semplicemente non è ciò che piace alla polizia. A settimane alterne, vive con suo padre poiché i suoi genitori sono separati e Pieter non vuole che nemmeno suo padre lo scopra perché pensa che il parkour sia per i teppisti. Un giorno, quando una donna viene derubata vicino a casa sua, Pieter esita solo brevemente. Si tira la felpa sopra la testa e insegue il rapinatore usando le sue abilità di parkour. Salta abilmente muri, attraversa giardini e tetti, senza farsi riconoscere. E così nasce la leggenda di: "Hoodie, combattente del crimine". Quando tre ragazzi del vicinato, Flo, Basim e Kenza, scoprono il talento e la motivazione di Pieter, si uniscono a lui per diventare un inaspettato gruppo di supereroi: il Team Hoodie. Sono collegati da un obiettivo: liberare il quartiere dall'ingiustizia.

### Seconda stagione
Questa volta il cattivo è un vandalo veloce e mordi e fuggi che sta affliggendo la loro città natale, Vrijbeek. Pieter individua il suo arcirivale Soufian e lo riporta a Bruxelles, non per amicizia, ma per addestrare Hoodie a tornare in forma da supereroe. Ma l'arrivo di Soufian minaccia di rompere la squadra di Pieter, perché mentre Soufian si avvicina, inizia a imparare tutti i loro segreti. Quando Pieter apprende nuovi fatti sulla morte di sua sorella Isabella da Soufian, la sua vita viene sconvolta. Sotto la pressione della sua squadra arrabbiata, fa alcune brutte dichiarazioni, per le quali Soufian glielo farà pagare.

### Terza stagione
La madre di Pieter è scioccata quando scopre il suo segreto, ma lui la convince a unirsi alla squadra e, insieme ai suoi amici, diventa un Hoodie e libera Vrijbeek da una sua copia, un finto Hoodie che ruba invece di proteggere. Quando il finto Hoodie si scopre essere il suo amico Soufian, che, come un vero Robin Hood, ruba ai ricchi e dona ai poveri, Pieter è determinato a fargli pagare le sue azioni. Ma Soufian è convinto che quello che sta facendo sia giusto, e la battaglia si intensifica diventa non solo la pace a Vrijbeek, ma anche la questione di cosa è buono e cosa è male. Tuttavia, quando un nuovo male emerge dal loro conflitto, Pieter e Soufian imparano l'uno dall'altro che avere buone intenzioni non è la stessa cosa che fare del bene. Insieme alla madre di Pieter e alla squadra, affrontano la battaglia finale contro la più grande minaccia che il quartiere abbia mai dovuto affrontare.

## Personaggi
I personaggi della serie, vengono fatti vedere in ogni puntata, trasmesse su VRT, a partire dal 2 marzo 2020 fino al 2 giugno 2022. In Italia, a partire dal 14 settembre 2022 in poi.

### Personaggi e interpreti
- Pieter De Jonge (stagione 1 - 3), interpretato da Maarten Cop.
Pieter sembra un ragazzo mediocre, poco appariscente, di poche parole, che si muove timidamente in giro per il quartiere senza fare amicizia. Ma dietro questo immagine misteriosa, c'è un vero eroe del parkour. Un ribelle silenzioso che combatte giustizia, ma allo stesso tempo fatica a parlare dei suoi sentimenti e di trattare con il suo dolore. Pieter ammira il suo grande modello Soufian, che lo ha aiutato con il parkour affrontare gli ostacoli della sua vita. Ma Soufian non potrà mai far parte della sua vita reale, perché i suoi genitori sono contrari al parkour. Ma questo non gli impedisce di farlo lottare per un quartiere pacifico. Perché Hoodie è la sua vocazione. Con il suo talento per il parkour, può fare ciò che gli adulti e la polizia non possono fare. Quindi aiuterà segretamente la madre oberata di lavoro a ristabilire la pace del vicinato.
- Basim El Amrani (stagione 1 - 3), interpretato da Armin Mola.
Basim è il clown del gruppo. Vive in un mondo infantile di supereroi, libri comici, idoli rapper e scherzi su YouTube. Non può resistere a scherzare, ecco perché quindi spesso nei guai. Basim si nasconde dietro l'umorismo, perché in realtà è insicuro. Lui osa solo per mostrare i suoi sentimenti nei suoi bellissimi esperimenti e disegni rap, che lui trova senza valore. Ecco perché il suo migliore amico Flo è un leader ideale che dà lui una piccola spinta di tanto in tanto. Basim vede Hoodie come il suo più grande sogno, che purtroppo sua cugina Kenza partecipa anche se scopre che Hoodie è più importante di un semplice esperienza eccitante. Con la sua creatività, conoscenza dei supereroi e tecnica abilità, rende Hoodie un vero supereroe.
- Flo Muller (stagione 1 - 3), interpretato da Lotte Stevens.
La ragazza della porta accanto Flo è spontanea, entusiasta, versatile e distratta. È una chiacchierona articolata che è entusiasta di tutto ciò che attira il suo interesse. Da vera intraprendente, non evita nulla. È testarda, ha un'ondata di idee, ma segretamente può essere piuttosto insicura. Difende se stessa e anche gli altri, anche se non vogliono che lo faccia per loro. Come leader naturale, ispira gli altri senza sforzo. Il suo migliore amico Basim, un fedele compagno che dice di sì a ogni progetto selvaggio che Flo esce, è sempre in prima linea. Quando scopre che il suo vicino Pieter conduce segretamente una vita da parkour e può così "catturare" i criminali, lo trasforma felicemente nel suo nuovo progetto. Insieme a Basim, cerca di rinominare Pieter come il supereroe di Vrijbeek.
- Kenza Benal (stagione 1 - 3), interpretato da Ahlaam Teghadouini.
Kenza sembra una ragazza introversa che è sempre distaccata, ma è abbastanza indipendente. Con gli occhi acuti, vede dettagli che agli altri mancano. Lei padroneggia una moltitudine di dialetti. Kenza gioca a calcio e vive una vita sana. Nonostante la sua conoscenza e mente critica, è socialmente insicura. Da brava figlia, conosce il mondo principalmente dai libri, quindi ha ancora molto da imparare sulla vita reale. Kenza odia suo cugino Basim, che, come suo opposto polare, riesce a trasformare ogni conversazione tra loro in litigi. Il motivo principale per entrare a far parte del team Hoodie è tenere d'occhio Basim, ma scopre presto di essere un membro prezioso del team e che possono avere un impatto sulla società da giovani.
- Dorien Docx (stagione 1 - 3), interpretato da Inge Paulussen.
Dorien è una donna forte che, come agente di polizia, trova importante essere amichevole e sorridere alle persone quando si parla con loro. Ma può passare rapidamente a diventare ferma e severa se sente che qualcosa non va. Giudica ciò che è giusto e ciò che è sbagliato e vuole proteggere il suo quartiere – che si sta deteriorando – a tutti i costi. Ma non ha vita facile come madre single che lavora e si sente in colpa nei confronti del figlio Pieter per il fatto che deve lavorare così spesso. Odia il parkour ed è scontenta dell'emergere di Hoodie. Aveva temuto che prima o poi i residenti avrebbero preso in mano la situazione, con pericolose conseguenze. Dorien è preoccupata che Hoodie possa fare più danni che benefici, quindi sta cercando di smascherarlo prima che accadano vittime.
- Soufian Alaoui (stagione 1 - 3), interpretato da Iliass Dennoue.
Soufian è cresciuto in un piccolo appartamento in un quartiere disagiato. Il parkour era necessario per sfuggire alla sua malsana situazione familiare. La piazza del suo quartiere è diventata il suo salotto e il parkour la sua passione. Non ha mai imparato che il bene paga e il male è punito, perché nel suo triste quartiere vedeva solo il contrario. Con il suo carisma accattivante, protegge coloro a cui tiene, ma a volte non conosce confini. Di conseguenza, può essere un fratello maggiore ma anche un astuto manipolatore allo stesso tempo. Come mentore di parkour di Pieter, gli ha insegnato tutto ciò che può fare e sono diventati veri amici. Nel profondo, Soufian è solo e a volte la sua vita dura fa davvero male. Nasconde il fatto che non può fare a meno di Pieter, perché lo tiene sulla retta via. Ma quando Soufian viene messo sotto pressione, le cose vanno storte.

## Puntate
Gli episodi della serie televisiva, vengono trasmessi in originale, dal 2 marzo 2020 al 2 giugno 2022. In Italia, a partire dal 14 settembre 2022, a distanza fra i due e tre mesi dalla fine della serie in originale.

### Stagioni ed episodi
| Stagione         | Episodi | Prima visione | Prima visione |
| Stagione         | Episodi | Originale     | Italiana      |
| ---------------- | ------- | ------------- | ------------- |
| Prima stagione   | 52      | 2020          | 2022          |
| Seconda stagione | 52      | 2021          | 2023          |
| Terza stagione   | 52      | 2022          | 2024          |